# Liste des sites Natura 2000 de la Seine-Maritime
Cet article recense les sites Natura 2000 de la Seine-Maritime, en France.

## Statistiques
La Seine-Maritime compte 19 sites Natura 2000. 17 le sont comme site d'intérêt communautaire (SIC), 2 comme zone de protection spéciale (ZPS).

## Liste
| Site                                                 | Type | Superficie (ha) | Fiche     | Coordonnées                      | Photo |
| ---------------------------------------------------- | ---- | --------------- | --------- | -------------------------------- | ----- |
| Bassin de l'Arques                                   | SIC  | +000338,        | FR2300132 | 49° 46′ 20″ nord, 1° 10′ 37″ est |       |
| Bois de la Roquette                                  | SIC  | +00 0003,24     | FR2300146 | 49° 45′ 03″ nord, 0° 38′ 30″ est |       |
| Boucles de la Seine amont, coteaux d'Orival          | SIC  | +0 00099,       | FR2300125 | 49° 19′ 18″ nord, 1° 00′ 29″ est |       |
| Boucles de la Seine amont, coteaux de Saint-Adrien   | SIC  | +000424,        | FR2300124 | 49° 23′ 00″ nord, 1° 08′ 56″ est |       |
| Boucles de la Seine aval                             | SIC  | +005 493,       | FR2300123 | 49° 25′ 29″ nord, 0° 56′ 27″ est |       |
| Estuaire de la Seine                                 | SIC  | +010 931,       | FR2300121 | 49° 25′ 08″ nord, 0° 08′ 05″ est |       |
| Forêt d'Eawy                                         | SIC  | +000692,        | FR2302002 | 49° 42′ 24″ nord, 1° 16′ 19″ est |       |
| Forêt d'Eu et pelouses adjacentes                    | SIC  | +000778,        | FR2300136 | 49° 56′ 33″ nord, 1° 33′ 45″ est |       |
| Îles et berges de la Seine en Seine-Maritime         | SIC  | +000237,        | FR2302006 | 49° 21′ 18″ nord, 1° 07′ 39″ est |       |
| Abbaye de Jumièges                                   | SIC  | +00 0000,05     | FR2302005 | 49° 25′ 54″ nord, 0° 49′ 14″ est |       |
| Littoral cauchois                                    | SIC  | +004 574,       | FR2300139 | 49° 44′ 16″ nord, 0° 16′ 42″ est |       |
| Yères                                                | SIC  | +000448,        | FR2300137 | 49° 55′ 54″ nord, 1° 28′ 06″ est |       |
| Pays de Bray - Cuestas nord et sud                   | SIC  | +000985,        | FR2300133 | 49° 30′ 31″ nord, 1° 24′ 43″ est |       |
| Pays de Bray humide                                  | SIC  | +003 336,       | FR2300131 | 49° 32′ 53″ nord, 1° 35′ 53″ est |       |
| Réseau de cavités du nord-ouest de la Seine-Maritime | SIC  | +0 00027,       | FR2302001 | 49° 41′ 09″ nord, 0° 18′ 09″ est |       |
| Val Églantier                                        | SIC  | +0 00010,       | FR2300147 | 49° 29′ 38″ nord, 0° 27′ 42″ est |       |
| Vallée de la Bresle                                  | SIC  | +001 017,       | FR2200363 | 49° 58′ 01″ nord, 1° 35′ 19″ est |       |
| Estuaire et marais de la Basse Seine                 | ZPS  | +018 840,       | FR2310044 | 49° 26′ 12″ nord, 0° 14′ 52″ est |       |
| Littoral seino-marin                                 | ZPS  | +177 602,       | FR2310045 | 49° 53′ 34″ nord, 0° 25′ 08″ est |       |